# Léon Bollendorff
Léon Bollendorff, né le 31 mars 1915 à Wasserbillig (Luxembourg) et mort le 5 juin 2011 à Luxembourg (Luxembourg), est un homme politique luxembourgeois, membre du Parti populaire chrétien-social (CSV).

## Biographie
Après avoir terminé ses études primaires puis secondaires au Lycée classique de Diekirch (lb) et à l'Athénée de Luxembourg où il obtient son baccalauréat, Léon Bollendorff fait ses études supérieures en philosophie et philologie à Paris et à Vienne.
Il est arrêté au cours de la grève générale de 1942 puis déporté au camp de concentration de Hinzert avant d'être envoyé dans un camp de travail en Pologne. 
À la fin de la Seconde Guerre mondiale, Léon Bollendorff s'engage en politique au sein du Parti populaire chrétien-social et fait son entrée au conseil communal de la ville de Luxembourg en 1955. Il exerce la fonction d'échevin de la capitale de 1961 à 1987. Enfin, il quitte ses fonctions de conseiller communal en 1993. 
À la suite des élections législatives du 15 décembre 1968, Léon Bollendorff entre à la Chambre des députés pour la circonscription Centre et où il représente le CSV. Réélu aux élections législatives suivantes jusqu'en 1994, il est le président de la Chambre pour les 26e et 27e législatures.

## Publication
- (de) Léon Bollendorff, Komödie im K. Z., Luxembourg, Sankt-Paulus-Druckerei, 1946, 34 p. (OCLC 493244355, lire en ligne).